# Старорумынский язык

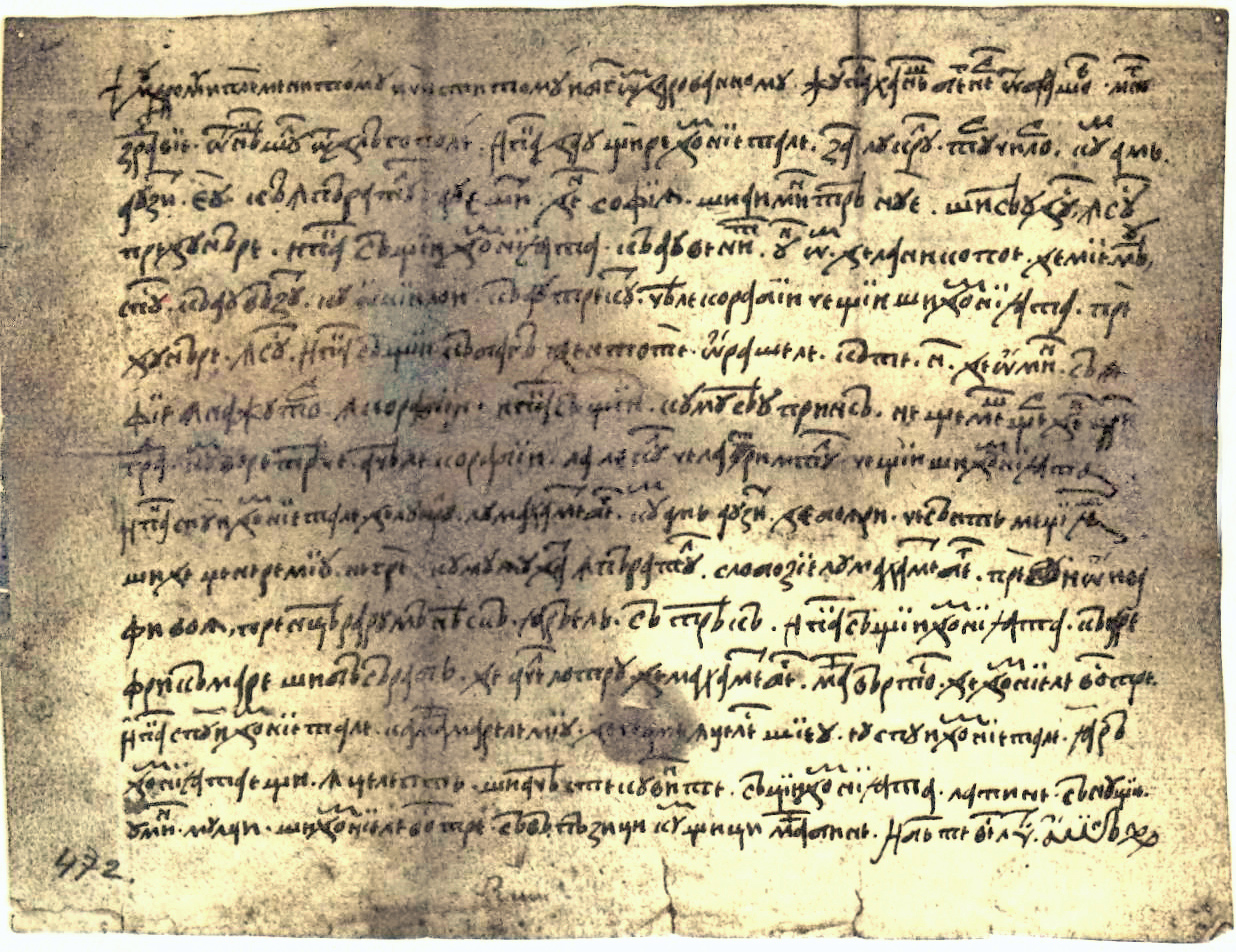
Письмо Някшу (1521) — самый ранний известный датированный документ, написанный на старорумынском языке.

Старорумынский язык (самоназвание Ли́мба Рѹмѫнѣ́скъ «Лимба ромыняскэ») — восточно-романский язык влахов Валахии, Молдавии и Трансильвании с XVI—XVIII веков до становления литературного румынского языка в 1860-х годах.
Старорумынский язык получил с конца XVI века литературное оформление в румынской части Трансильвании и в Валахии и стал с тех пор общелитературным. Позднее стал общегосударственным языком Соединённых княжеств Молдавии и Валахии, объединившихся в XIX веке в единое государство под названием Румыния. Из-за значительного влияния на него славянских языков в лексике и грамматике, румынский филолог Александру Чихак считал его креольским языком, а Яков Гинкулов считал, что этот язык в основе своей является славянским, подвергшимся латинскому влиянию.
В отличие от предшествовавших этапов балканской латыни (III—VI века), проторумынского языка (VII—XI века) и дописьменного (дако)романского языка (XI—XV века), чью структуру можно лишь пытаться реконструировать при помощи сравнительно-исторического подхода и кропотливого анализа языковых законов, старорумынский язык нашёл отражение в восточно-романских письменных памятниках религиозно-исторического характера. Первым письменным памятником на румынском считается письмо боярина Някшу, написанное в 1521 году. Румынский язык до 1860-х годов пользовался алфавитом на основе старославянской кириллицы (валахо-молдавская азбука).
Некоторые современные лингвисты период от появления письменности на румынском языке и до середины XVIII века называют старорумынским периодом.

## Названия
В историографической и научной литературе встречаются различные названия языка: с XII века — валашский, влашский, волошский (позднелат. lingua Valachica),  валахо-молдавский; в XX веке — старорумынский, раннерумынский, румынский, старовосточнороманский. 
По мнению итальянского историка XVI века Бонфиния, валахи разговаривали «на латинском языке» или, как пишут в современных источниках — на народном романском языке. Франческо делла Валле в 1532 году пишет, что румыны «называют себя романами на своём языке». Он даже приводит короткое румынское выражение: Sti rominest?. Пьер Лескалопье писал в 1574 году, что Молдавия, Валахия и большая часть Трансильвании были заселены римскими поселенцами со времен Траяна, а жители Валахии «считают себя истинными потомками римлян и называют свой язык „румынским“, то есть «римским». В Хронике Земли Молдавской и Мунтянской, молдавский летописец использует понятие «румынский язык» („O ięzyku wołoskim albo rumynskim“). Димитрий Кантемир, в Хронике стародавности романомолдовлахов (1717), также называет язык молдован «румынским» («Мы, молдаване, тоже называем себя румынами, и язык наш не дакийский и не молдавский, а румынский, так что если мы хотим спросить иностранца, знает ли он наш язык, мы спрашиваем его не „Scis Moldovice?“, а „Штий ромынеште?“»), а на обложке автор указывает, что работа «сначала написана на латинском, затем на румынском языке». В копии летописеца Григоре Уреке, составленой Симионом Кэлугэру, утверждается, что Молдова «состоит из двух языков — румынского и русского» („este făcută țara den doao limbi, de rumâni și de ruși“). Первая книга, напечатанная в Молдавском княжестве, — «Румынская книга учений» (Картя Ромыняскэ де Ынвэцэтурэ, 1646), где также использует понятие «румынский язык». В предисловие молдавский господарь Василе Лупу пишет, что «как милостив был Бог, даровав нам этот дар румынского языка, так и мы дарим эту книгу на румынском языке».
После объединения Валашского и Молдавского княжеств в единое государство проводилась трансильванская линия по вытеснению славянизмов и замене их латинизмами и галлицизмами. С 1860 года кириллица официально замещена латиницей. Со второй половине 19 века румынская культурная элита противодействовала латинизму, а язык вернулся к своей традиционной форме.

## Характеристика
В целом старорумынский язык, в том числе и язык письма Някшу, по своему грамматическому и лексическому строю не слишком радикально отличается от современного румынского языка. Это свидетельствует о том, что структура румынской речи к XVI веку уже сформировалась, хотя процесс её кристаллизации закончился не полностью.
Старорумынский язык обнаруживает большую фонетическую близость к некоторым народно-латинским формам:
- Сохранение лат. окончания -u у сущ. муж. рода ед. числа (семну вместо совр. семн «знак», уну вместо совр. ун «один»). Редуцировалось в современном литературном языке, но сохраняется в некоторых диалектах.
- Сохранение лат. окончания -ură/-урэ из лат. переразложившейся флексии типа corpus-corpora (вместо совр. усечёно-палатализованного урь/uri).
- Процессы ассимиляции были завершены не до конца, поэтому димыняцэ и грындинэ в большей степени соответствует исконному языковому закону чем соврем. dimineață и grindină, где ы>и[22].
- Ряд латинских лексем также имели более широкое хождение: ауэ<uva «виноград» (ныне устарело и заменено на соврем. стругурь/struguri)[23].
- Сохранение латинского инфинитива на -re: Nu le pot oamenii a credere. (Некулче)[24].

## Славянизмы
По сравнению с современным румынским, в старорумынском языке было значительно больше славянских элементов и лексем, часть которых была ликвидирована в ходе проведения реформы, т. н. языковой политики пуризма после объединения Дунайских княжеств и создания Румынии. Румынский филолог А. Чихак считал, что, «хотя в основе румынского языка лежит латинский, славянская часть его словаря составляет 2/5 всех слов, тогда как латинская — 1/5». Из-за значительного влияния на него славянских языков в лексике и грамматике, он предложил считать его креольским языком.
- Употреблялись славянские приставки за- и пре-/при-, потерявшие продуктивность в современном языке, но сохранившиеся в ряде лексем и по диалектам: zăuita/зэуйта, (i)zafla/изафла; pribeag/прибяг, primejdie/примеждие, prisacă/присакэ, преакурат и др.
- Под влиянием церковнославянского языка сложился литургический румынский язык, имевший значительно большее количество славянизмов, чем сейчас (ср. православ вместо более позднего ортодокс).
- На многие места Валахии и Трансильвании также ссылались под их славянскими названиями, позднее калькированными на румынский лад: Длэгополе > Кымпулунг, Бэлград > Алба-Юлия и т. д.
- Почти полное отсутствие галлицизмов и латинизмов при значительной доле грецизмов, тюркизмов и мадьяризмов, часть которых со временем устарела (типа кишла «село» < кишлак).
- Сохранение продуктивности глаголов на -i.

## Грамматика
Другой грамматической особенностью старорумынского языка было то, что постпозитивный артикль сопровождал каждое слово в составе именной группы словосочетания. Вот несколько примеров: старорумынское прясфинцитулуй пэринтелуй патриархулуй / preasfinţitului părintelui patriarhului «пресвятому батюшке патриарху» вместо современного рум. прясфинцитулуй пэринте патриарх / preasfinţitului părinte patriarh.

## Алфавит
Алфавит был очень близок к современному ему церковнославянскому; отличия в составе алфавита (на конец XVIII и XIX века) таковы:
- литера ѕ применяется только как числовой знак, то есть фактически буквой не является;
- не используется ы, а в этом звуковом значении применяется большой юс ѫ;
- начальный слог [ын] ([ым] перед [б], [п], [м]) обозначается видоизменённой юсовой буквой «ын»;
- для звонкой аффрикаты [дж] применяется специально изобретённая буква џ.

Некоторые буквы (ъ, ѣ, щ, гласные со знаком краткости) имеют отличное от русского извода церковнославянского звуковое содержание, более близкое к болгарской фонетике.
Алфавитный порядок воспроизводится по букварю: Букоавнъ пентру ꙟвъцътура прунчилѡр де а се депринде атѫт ла куноащерѣ словелѡр, ла словеніе, ши ла четаніе.... Букурещй, 1826. Порядок букв не был строго фиксирован и в некоторых азбуках и букварях мог существенно отличаться от приведённого. Некоторые издания включают в состав алфавита букву Ѿ, которая, как и Ы, на письме никогда не использовалась, но употреблялось в Пасхалии. Иногда Ѿ мог писаться в начале церковных терминов, заимствованных из церковнославянского: ѿпу́ст.
| буква | название | числовое значение | переходный алфавит | румынская латиница | молдавская кириллица | фонетическое значение | примечания |
| ----- | -------- | ----------------- | ------------------ | ------------------ | -------------------- | --------------------- | --- |
| А     | Азь      | 1                 | а                  | a                  | а                    | /a/                   | |
| Б     | Бу́ке     |                   | б                  | b                  | б                    | /b/                   | |
| В     | Ви́де     | 2                 | в                  | v                  | в                    | /v/                   | |
| Г     | Гла́голъ  | 3                 | g                  | g, gh              | г                    | /g/                   | |
| Д     | До́бръ    | 4                 | d                  | d                  | д                    | /d/                   | |
| Є, Е  | Їе́сть    | 5                 | е                  | e                  | е                    | /e/                   | Первый вариант начертания используется в начале слов, второй — в середине и конце. |
| Ж     | Жуве́те   | —                 | ж                  | j                  | ж                    | /ʒ/                   | |
| Ѕ     | Ѕе́ло     | 6                 | —                  | —                  | —                    | —                     | В ранних памятниках (Псалтирь Скейана, XVI в.) использовалась для передачи аффрикаты /d͡z/, характерной для северных диалектов (Дм҃нꙋль ѕисѐ кътрѫ менѐ). Впоследствии вышла из употребления на письме, но использовалась как числовой знак. Соответствует букве ḑ в «этимологических» вариантах латинского алфавита, существовавших до 1904 г. В современном румынском языке используется буква z.                                     |
| З, Ꙁ  | Зе́млѣ    | 7                 | z, ḑ               | z                  | з                    | /z/                   | Начертание Ꙁ использовалось в середине и конце слов, а также для записи чисел. |
| І     | И́же      | 10                | i                  | i                  | и                    | /i/                   | И и І в словах, заимствованных из греческого и через греческий, употребляются на местах эты и иоты соответственно, а в румынских словах и в славянских заимствованиях ставятся по тому же принципу, как в дореволюционном русском: І перед гласными, И перед согласными и в конце слова. Часто использовалась в форме Ї. |
| И     | И        | 8                 | i, ĭ               | i                  | и, й, ь              | /i/, /j/, /ʲ/         | Символ И с краткой (Й) не считался отдельной буквой. Звуковое значение — неслоговое i (ĭ, й) и знак палатализации (ĭ, ь): май/maĭ/mai ("ещё"); окй/ochĭ/ochi. В поздних вариантах румынской кириллицы знак краткости использовался также над У и I. |
| К     | Ка́ко     | 20                | k                  | c, ch              | к                    | /k/                   | |
| Л     | Лу́де     | 30                | l                  | l                  | л                    | /l/                   | |
| М     | Мисле́те  | 40                | m                  | m                  | м                    | /m/                   | |
| Н     | Нашь     | 50                | n                  | n                  | н                    | /n/                   | |
| Ѻ, О  | Онь      | 70                | o                  | o                  | о                    | /o/, /o̯/              | «Широкое» О использовалось в начале слова. |
| П     | Поко́й    | 80                | п                  | p                  | п                    | /p/                   | |
| Р     | Ри́це     | 100               | р                  | r                  | р                    | /r/                   | |
| С     | Сло́вѡ    | 200               | s                  | s                  | с                    | /s/                   | |
| Т     | Тве́рдѡ   | 300               | t                  | t                  | т                    | /t/                   | |
| У     | Укь      | —                 | ꙋ                  | u                  | у                    | /u/, /u̯/              | В традиционном варианте использовалось только гаммаобразное начертание. В поздних вариантах употреблялась с краткой (Ў) для обозначения неслогового /u/. |
| Ѹ     | У        | —                 | ɣ                  | u                  | у                    | /u/                   | Диграф Оу использовался в начале слова, как позиционный вариант У |
| Ф     | Фи́тъ     | 500               | f                  | f                  | ф                    | /f/                   | |
| Х     | Хїе́рь    | 600               | х                  | h                  | х                    | /h/                   | |
| Ѡ     | Ѡ        | 800               | o                  | o                  | о                    | /o/, /o̯/              | Ѡ и О различаются не только в заимствованных, но и в собственно румынских словах. Наиболее последовательно Ѡ употреблялась в местоимениях и артиклях lor/-lor и o (лѡр/-лѡр; ѡ), а также в словах лѡк, вѡр и др. В некоторых текстах Ѡ использовалась в начале слов вместо Ѻ (чаще всего широкая омега, Ꙍ), рядом с гласными, а также на конце слов (ѡм, адаѡг, аколѡ).                                                               |
| Ц     | Цѝ       | 900               | ц                  | ț                  | ц                    | /t͡s/                  | |
| Ч     | Черфь    | 90                | ч                  | c (перед e, i)     | ч                    | /t͡ʃ/                  | |
| Ш     | Ша       | —                 | ш                  | ș                  | ш                    | /ʃ/                   | |
| Щ     | Ща       | —                 | щ                  | șt                 | шт                   | /ʃt/                  | |
| Ъ     | Їе́рь     | —                 | ъ                  | ă                  | э                    | /ə/                   | |
| Ы     | Їѡ́рѵ     | —                 | —                  | —                  | —                    | —                     | Буква Ы обычно включалась в состав алфавита, но фактически на письме не использовалась, цифрового значения не имела. |
| Ь     | Ирь      | —                 | —                  | —                  | —                    | —                     | В ряде текстов Ь употреблялся после согласных на конце слов. Его функция была аналогичной Ъ в церковнославянском и русской дореформенной орфографии. Иногда Ь по церковнославянской модели заменялся знаком паерок. |
| Ѣ     | Їѧ́ть     | —                 | ea                 | ea                 | я                    | /e̯a/                  | В ряде случаев буква Ѣ могла передавать звук /e/: путѣре (putere, "сила"). Непоследовательность употребления Ѣ была связана с традицией и особенностями разных диалектов. |
| Ѫ     | Юсь      | —                 | î                  | â, î               | ы                    | /ɨ/                   | |
| Ю     | Ю        | —                 | iɣ, ĭɣ             | iu                 | ю                    | /ju/, /j/, //ʲ/       | В ряде случаев над Ю ставился знак краткой (ю̆). В этом случае её фонетическое значение было аналогично Й. Ю с краткой использовалась в том случае, если при изменении слова, имеющего в начальной форме на конце неслоговой "и" или мягкой согласный (как правило /r'/), прояснялся звук /u/: черю̆ — черюрй ("небо—небеса"; ръзбою̆ — ръзбоюлуй ("война"—"войны"). В некоторых диалектах на месте ю̆ присутствует призвук [u̯] или [ju̯]. |
| Ꙗ     | ꙗ́ко      | —                 | ia                 | ia                 | я                    | /ja/                  | Буква использовалась в начале слова, как позиционный вариант Ѧ. |
| Ѧ     | ꙗ́        | —                 | ia                 | ia                 | я                    | /ja/                  | |
| Ѳ     | Ѳи́та     | 9                 | t, ft              | t, th              | т                    | /t/, /f/, /θ/         | Используются для точной передачи греческого написания заимствованных слов (особенно имён и названий). |
| Ѯ     | Ѯи       | 60                | ks                 | x                  | кс                   | /ks/                  | Используются для точной передачи греческого написания заимствованных слов (особенно имён и названий). |
| Ѱ     | Ѱи       | 700               | пs                 | ps                 | пс                   | /ps/                  | Используются для точной передачи греческого написания заимствованных слов (особенно имён и названий). |
| Џ     | Џа       | —                 | џ                  | g (перед e, i)     | ӂ                    | /d͡ʒ/                  | |
| Ꙟ     | Ꙟь       | —                 | în, îm             | în, îm             | ын, ым               | /ɨn/, /ɨm/, /ɨ/       | Внешне напоминает стрелку ↑. Использовалась для передачи предлога/префикса în, îm («в»). В начале слова может также означать /ы/ в словах ꙟшй ("себе"), ꙟль ("его") и т.д. Является видоизменением одного из юсов (вероятно, большого: Ꙟ пишется в начале слов, а Ѫ — в середине и конце). Добавлена в Юникод только с версии 5.1, коды U+A65E и U+A65F, и поэтому может некорректно отображаться в устаревших версиях шрифтов.       |
| Ѵ     | Ѵпсило́нь | 400               | i, ɣ               | i, v               | и, в                 | /i/, /y/, /v/         | Используются для точной передачи греческого написания заимствованных слов (особенно имён и названий). |